# Белгија на Светском првенству у атлетици на отвореном 2009.
Белгија је на Светском првенству у атлетици на отвореном 2009. одржаном у Берлину 15. до 23. августа учествовала дванаести пут, односно учествовала на сви светским првенствима одржаним до данас. Репрезентацију Белгије је чинило 23 такмичара (15 мушкараца и 8 жена) у 12 атлетски дисциплина.
На овом првенству Белгија није освојила ниједну медаљу али је изједначен један национални рекорд, остварена два национална рекорда сезоне, један лични рекорд и један лични рекорд сезоне. У табели успешности према броју и пласману такмичара који су учествовали у финалним такмичењима (првих 8 такмичара) Белгија је са једним учесником у финалу делила 49. место са 5 бодова.
| Плас. | Земља   | 1. место | 2. место | 3. место | 4. место | 5. место | 6. место | 7. место | 8. место | Бр. финал. | Бод. |
| ----- | ------- | -------- | -------- | -------- | -------- | -------- | -------- | -------- | -------- | ---------- | ---- |
| =49.  | Белгија | 0        | 0        | 0        | 1        | 0        | 0        | 0        | 0        | 1          | 5    |

## Учесници
| Мушкарци: - Седрик ван Брантегем — 400 м, 4 х 400 м - Кевин Борле — 400 м, 4 х 400 м - Kristof van Malderen — 1.500 м - Adrien Deghelt — 110 м препоне - Дамијен Бротхертс — 110 м препоне - Michaël Bultheel — 400 м препоне - Krijn van Koolwijk — 3.000 м препреке - Pieter Desmet — 3.000 м препреке - Антоан Жиле — 4 х 400 м - Nils Duerinck — 4 х 400 м - Arnaud Ghislain — 4 х 400 м - Joris Haeck — 4 х 400 м - Kevin Rans — Скок мотком - Thomas Smet — Бацање копља - Tom Goyvaerts — Бацање копља | Жене: - Оливија Борле — 200 м, 4 х 100 м - Елине Берингс — 100 м препоне - Elisabeth Davin — 100 м препоне - Елоди Уедрого — 400 м препоне, 4 х 100 м - Ан Загре — 4 х 100 м - Хана Маријен — 4 х 100 м - Светлана Болшакова — Троскок - Сара Ертс — Седмобој |  |

## Резултати

### Мушкарци
| Атлетичар             | Дисциплина       | Лични рекорд | Група           | Група       | Полуфинале            | Полуфинале            | Финале                | Финале       | Детаљи |
| Атлетичар             | Дисциплина       | Лични рекорд | Резултат        | Место       | Резултат              | Место                 | Резултат              | Место        | Детаљи |
| --------------------- | ---------------- | ------------ | --------------- | ----------- | --------------------- | --------------------- | --------------------- | ------------ | ------ |
| Кевин Борле           | 400 м            | 44,88        | 45,61 КВ        | 3. у гр. 2  | 45,28 ЛРС             | 4. у гр. 3            | Није се квалификовао  | 12 / 48 (53) |        |
| Седрик ван Брантегем  | 400 м            | 45,02        | 45,94           | 6. у гр. 1  | Нису се квалификовали | Нису се квалификовали | Нису се квалификовали | 27 / 48 (53) |        |
| Kristof van Malderen  | 1.500 м          | 3:39,10      | 3:46,03         | 7. у гр. 3  | Нису се квалификовали | Нису се квалификовали | Нису се квалификовали | 39 / 53 (54) |        |
| Adrien Deghelt        | 110 м препоне    | 13,55        | 13,78           | 6. у гр. 3  | Нису се квалификовали | Нису се квалификовали | Нису се квалификовали | 34 / 45 (47) |        |
| Дамијен Бротхертс     | 110 м препоне    | 13,62        | 14,15           | 6. у гр. 2  | Нису се квалификовали | Нису се квалификовали | Нису се квалификовали | 42 / 45 (47) |        |
| Michaël Bultheel      | 400 м препоне    |              | 49,67 ЛР        | 6. у гр. 3  | Нису се квалификовали | Нису се квалификовали | Нису се квалификовали | 19 / 27 (32) |        |
| Krijn van Koolwijk    | 3.000 м препреке | 8:17,11      | 8:24,22         | 8. у гр. 2  |                       |                       | Нису се квалификовали | 15 / 36 (39) |        |
| Pieter Desmet         | 3.000 м препреке | 8:15,02      | 8:31,81         | 9. у гр. 1  | 22 / 36 (39)          |                       | Нису се квалификовали |              |        |
| Антоан Жиле           | 4 х 400 м        | 2:59,37 НР   | 3:02,13 КВ, НРС | 1. у гр. 2  | 3:01,88 НРС           | 4 / 12 (13)           |                       |              |        |
| Кевин Борле²          | 4 х 400 м        | 2:59,37 НР   | 3:02,13 КВ, НРС | 1. у гр. 2  | 3:01,88 НРС           | 4 / 12 (13)           |                       |              |        |
| Nils Duerinck         | 4 х 400 м        | 2:59,37 НР   | 3:02,13 КВ, НРС | 1. у гр. 2  | 3:01,88 НРС           | 4 / 12 (13)           |                       |              |        |
| Седрик ван Брантегем² | 4 х 400 м        | 2:59,37 НР   | 3:02,13 КВ, НРС | 1. у гр. 2  | 3:01,88 НРС           | 4 / 12 (13)           |                       |              |        |
| Arnaud Ghislain*      | 4 х 400 м        | 2:59,37 НР   | 3:02,13 КВ, НРС | 1. у гр. 2  | 3:01,88 НРС           | 4 / 12 (13)           |                       |              |        |
| Joris Haeck*          | 4 х 400 м        | 2:59,37 НР   | 3:02,13 КВ, НРС | 1. у гр. 2  | 3:01,88 НРС           | 4 / 12 (13)           |                       |              |        |
| Kevin Rans            | Скок мотком      | 5,70 НР      | 5,55 кв         | 5. у гр. А  | 5,50                  | 12 / 31 (35)          |                       |              |        |
| Thomas Smet           | Бацање копља     | 79,14        | 70,35           | 22. у гр. А | Нису се квалификовали | 39 / 45 (48)          |                       |              |        |
| Tom Goyvaerts         | Бацање копља     | 82,25        | 77,37           | 10. у гр. Б | Нису се квалификовали | 23 / 45 (48)          |                       |              |        |

- Атлетичари означени звездицом били су резерве у штафети.
- Атлетичари означени бројем учествовали су и у појединачним дисциплинама.

### Жене
| Атлетичарка        | Дисциплина    | Лични рекорд | Група                 | Група                 | Полуфинале            | Полуфинале            | Финале                | Финале                | Детаљи |
| Атлетичарка        | Дисциплина    | Лични рекорд | Резултат              | Место                 | Резултат              | Место                 | Резултат              | Место                 | Детаљи |
| ------------------ | ------------- | ------------ | --------------------- | --------------------- | --------------------- | --------------------- | --------------------- | --------------------- | ------ |
| Оливија Борле      | 200 м         | 22,98        | 23,25 КВ              | 3. у гр. 6            | 23.42                 | 8. у гр. 3            | Није се квалификовала | 22 / 43 (46)          |        |
| Елине Берингс      | 100 м препоне | 12,94 НР     | 13,04 кв              | 5. гр. 4              | =12,94 НР             | 6. у гр. 3            | Није се квалификовала | 13 / 36 (40)          |        |
| Elisabeth Davin    | 100 м препоне | 12,97        | Није се завршила трку | Није се завршила трку | Није се квалификовала | Није се квалификовала | Није се квалификовала | Није се квалификовала |        |
| Елоди Уедрого      | 400 м препоне | 55,72        | 56,60 кв, ЛРС         | 5. у гр. 2            | 57,58                 | 8. у гр. 1            | Није се квалификовала | 23 / 36 (39)          |        |
| Оливија Борле²     | 4 х 100 м     | 42,54 НР     | 43,99 НРС             | 6. у гр. 1            | Нису се квалификовале | Нису се квалификовале | Нису се квалификовале | 12 / 15 (17)          |        |
| Хана Маријен       | 4 х 100 м     | 42,54 НР     | 43,99 НРС             | 6. у гр. 1            | Нису се квалификовале | Нису се квалификовале | Нису се квалификовале | 12 / 15 (17)          |        |
| Елоди Уедрого²     | 4 х 100 м     | 42,54 НР     | 43,99 НРС             | 6. у гр. 1            | Нису се квалификовале | Нису се квалификовале | Нису се квалификовале | 12 / 15 (17)          |        |
| Ан Загре           | 4 х 100 м     | 42,54 НР     | 43,99 НРС             | 6. у гр. 1            | Нису се квалификовале | Нису се квалификовале | Нису се квалификовале | 12 / 15 (17)          |        |
| Светлана Болшакова | Троскок       | 14,28 НР     | 13,89                 | 10. у гр. А           |                       |                       | Није се квалификовала | 20 / 34 (35)          |        |

- Атлетичарке означене бројем учествовале су и у појединачним дисциплинама.

Седмобој
| Дисциплина    | Сара Ертс | Сара Ертс       | Сара Ертс       | Сара Ертс       | Сара Ертс       | Сара Ертс       |
| Дисциплина    | Лич. рек. | Резултат        | Бод.            | Плас.           | Укупно          | Плас.           |
| ------------- | --------- | --------------- | --------------- | --------------- | --------------- | --------------- |
| 100 м препоне | 13,33     | 13,45           | 1.058           | 3               |                 |                 |
| Скок увис     | 1,81      | 1.68            | 830             | 18              | 1.888           |                 |
| Бацање кугле  | 13,69     | Није стартовала | Није стартовала | Није стартовала | Није стартовала | Није стартовала |
| 200 м         | 24,20     | Није стартовала | Није стартовала | Није стартовала | Није стартовала | Није стартовала |
| Скок удаљ     | 6,20      | Није стартовала | Није стартовала | Није стартовала | Није стартовала | Није стартовала |
| Бацање копља  | 40,30     | Није стартовала | Није стартовала | Није стартовала | Није стартовала | Није стартовала |
| 800 м         |           | Није стартовала | Није стартовала | Није стартовала | Није стартовала | Није стартовала |
| Седмобој      |           | Није завршила   | Није завршила   | Није завршила   | Није завршила   | Није завршила   |